# جون ريد (سياسي نيوزيلندي)
جون ريد هو نقابي وسياسي نيوزيلندي، ولد في 1874 في Clifton, Greater Manchester ‏ في المملكة المتحدة، وتوفي في 14 سبتمبر 1942 في ويلينغتون في نيوزيلندا. نشط حزبياً في Social Democratic Party (New Zealand) ‏.